# Giuseppe Bertello
Giuseppe kardinál Bertello (* 1. října 1942, Foglizzo) je italský římskokatolický biskup, bývalý nuncius v Itálii, vysoký úředník římské kurie a kardinál.
Kněžské svěcení přijal 29. června 1966, poté působil v diecézi Ivrea. Po studiích kanonického práva vstoupil v roce 1971 do diplomatických služeb Vatikánu, působil na nunciaturách v Súdánu a Turecku. 17. října 1987 ho papež Jan Pavel II. jmenoval apoštolským pronunciem ve státech Benin, Ghana a Togo. Biskupské svěcení přijal 28. listopadu 1987. Později, v roce 1991, se stal zástupcem Vatikánu ve Rwandě. V březnu 1995 byl jmenován vyslancem Apoštolského stolce u Světové obchodní organizace (WTO) se sídlem v Ženevě. V závěru roku 2000, 27. prosince, ho Jan Pavel II. jmenoval nunciem v Mexiku. Od ledna 2007 do 1. října 2011 plnil funkci nuncia v Itálii a San Marinu. V září 2011 papež Benedikt XVI. přijal rezignaci, kterou z důvodu dovršení kanonického věku předložil kardinál Giovanni Lajolo, předseda Papežské komise pro Vatikánský stát a zároveň předseda governatorátu tohoto městského státu. Jeho nástupcem se stal právě arcibiskup Bertello. Úřadu se ujal 1. října 2011. Dne 6. ledna 2012 byla ohlášena jeho nominace kardinálem, kardinálský biret převzal při konzistoři 18. února 2012.
Dne 13. dubna 2013 bylo ve Vatikánu oznámeno, že papež František ustanovil nový poradní sbor osmi kardinálů, který mu má pomoci při vypracování reformy vatikánské kurie. Jedním z členů této pracovní skupiny se stal i kardinál Bertello.

## Vyznamenání
- velkokříž Řádu zásluh o Italskou republiku – Itálie, 4. října 2008[5]
- velkodůstojník Řádu rumunské hvězdy – Rumunsko, 2012[6]
- velkokříž Národního řádu Beninu – Benin, 4. září 2013 – udělil prezident Yayi Boni[7]